# An-Nās

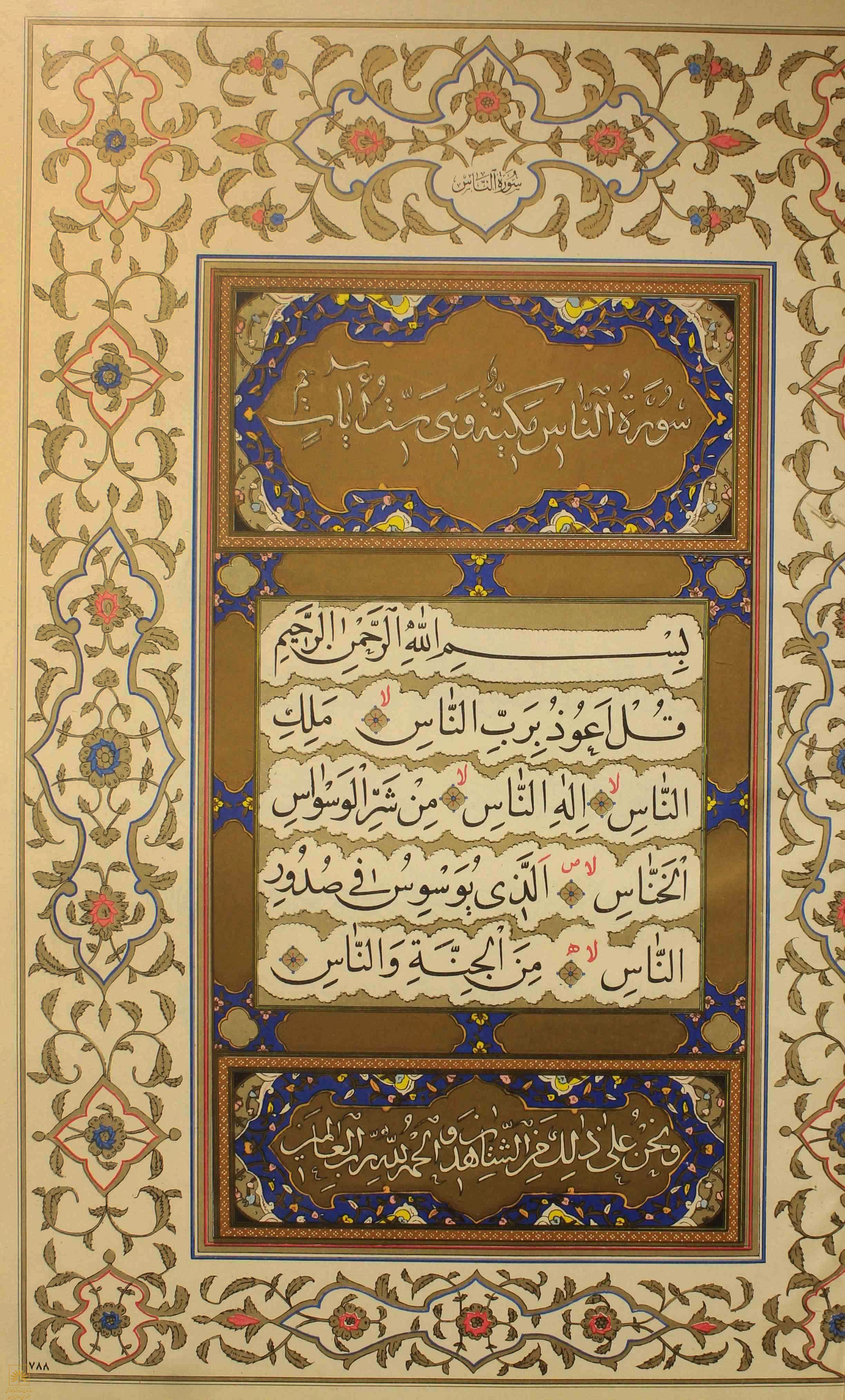
Sura al-Nas med Ahmad Neyrizis kalligrafi.

An-Nās (arabiska: الناس, “Mänskligheten”) är den etthundrafjortonde och sista suran (kapitlet) i Koranen med 6 ayat (verser). Den skall ha uppenbarat sig för profeten Muhammed under hans tid i Mekka.
Nedan följer surans verser i översättning från arabiska till svenska av Mohammed Knut Bernström. Översättningen har erhållit officiellt godkännande från det anrika al-Azhar-universitetets islamiska forskningsinstitution.

## Människornas Herre
I Guds, den Nåderikes, den Barmhärtiges namn!
1. Säg: "Jag söker skydd hos människornas Herre,
2. människornas Konung,
3. människornas Gud,
4. mot det onda som den förrädiske frestaren
5. viskar i människornas hjärtan,
6. [viskar] genom [onda] osynliga väsen och [deras likar bland] människorna."